# Siphosturmia oteroensis
Siphosturmia oteroensis är en tvåvingeart som först beskrevs av Henry J. Reinhard 1934.  Siphosturmia oteroensis ingår i släktet Siphosturmia och familjen parasitflugor.
Artens utbredningsområde är New Mexico. Inga underarter finns listade i Catalogue of Life.